# Premio Nacional de Ciencias y Artes
O Prémio Nacional de Ciências e Artes (Premio Nacional de Ciencias y Artes) é um prémio atribuído pelo Governo dos Estados Unidos Mexicanos a alguém ou grupo de pessoas que tenha contribuído para enriquecer o acervo cultural do país ou contribuído para o progresso da ciência, da tecnologia, da inovação, da arte ou da filosofia.
Este prémio foi criado em 1945.

## Premiados[2]

### Linguística e literatura
- 1935: Gregorio López y Fuentes
- 1946: Alfonso Reyes
- 1949: Mariano Azuela González
- 1958: Martín Luis Guzmán
- 1964: Carlos Pellicer Cámara
- 1965: Ángel María Garibay
- 1966: Jaime Torres Bodet
- 1967: Salvador Novo López
- 1968: José Gorostiza
- 1969: Silvio Zavala Vallado
- 1970: Juan Rulfo
- 1971: Daniel Cosío Villegas
- 1972: Rodolfo Usigli
- 1973: Agustín Yáñez
- 1974: Rubén Bonifaz Nuño
- 1975: Francisco Monterde
- 1976:
  - Antonio Gómez Robledo
  - Efraín Huerta
- 1977: Octavio Paz
- 1978: Fernando Benítez
- 1979: Juan José Arreola
- 1980: José Luis Martínez Rodríguez
- 1981: Mauricio Magdaleno
- 1982: Elías Nandino
- 1983: Jaime Sabines
- 1984: Carlos Fuentes Macías
- 1985: Marco Antonio Montes de Oca
- 1986: Rafael Solana
- 1987: Alí Chumacero
- 1993: Sergio Pitol
- 1995: Juan Miguel Lope Blanch
- 2001: Vicente Leñero
- 2002: Elena Poniatowska
- 2004: Margo Glantz
- 2005: Carlos Monsiváis
- 2010: Maruxa Vilalta
- 2011: Daniel Sada

### Belas Artes
- 1982:
  - Abraham Zabludovsky
  - Teodoro González de León
- 1983: Manuel Enríquez
- 1984: Pedro Coronel
- 1985: Alberto Beltrán García
- 1986: Mario Pani
- 1987: Juan Soriano
- 1988: Manuel Felguérez Aspe
- 1989: Ignacio Díaz Morales
- 1990: Olga Costa
- 1991:
  - Mario Lavista Camacho
  - Ricardo Legorreta Vilchis
  - Vicente Rojo Almazán
- 1992:
  - Amalia Hernández Navarro
  - José Jesús Francisco Zúñiga Chavarría
  - Manuel de Elías Mondragón
- 1993: Carlos Jiménez Mabarak
- 1994: Héctor Mendoza Franco
- 1995: Federico Silva
- 1996: Luis Nishizawa
- 1997: Arturo Ripstein
- 1998: Francisco Toledo
- 1999: Guillermo Arriaga Fernández
- 2000: José Raúl Anguiano Valadez
- 2001:
  - José Alejandro Dionisio Luna Ledesma
  - Alfredo Zalce Torres
  - Federico Ibarra Groth
- 2002: Héctor Cobo García
- 2003:
  - Gilberto Horacio Aceves Navarro
  - J. Francisco Serrano Cacho
  - Ludwik Margules Coben
- 2004: Juan José Gurrola
- 2005: Leonora Carrington

### História, Ciências Sociais e Filosofia
- 1960: Alfonso Caso
- 1962: Jesús Silva Herzog
- 1976: Eduardo García Máynez
- 1977: Víctor L. Urquidi Bingham
- 1978: Mario de la Cueva
- 1979: Gonzalo Aguirre Beltrán
- 1980: Leopoldo Zea Aguilar
- 1981: Miguel León Portilla
- 1982: Héctor Fix Zamudio
- 1983: Luis González y González
- 1984: Pablo González Casanova
- 1985: Alfonso Noriega Cantú
- 1986: Luis Villoro Toranzo
- 1997: Rodolfo Stavenhagen

### Física, Matemática e Ciências Naturais
- 1948: Maximiliano Ruiz Castañeda
- 1957: Nabor Carrillo Flores
- 1959: Manuel Sandoval Vallarta
- 1961: Ignacio Chávez Sánchez
- 1963: Guillermo Haro
- 1964: Ignacio González Guzmán
- 1966: Arturo Rosenblueth
- 1967: José Ádem
- 1968: Salvador Zubirán
- 1969:
  - Fernando de Alba Andrade
  - Ignacio Bernal
- 1970: Carlos Graef Fernández
- 1971: Jesús Romo Armería
- 1972: 
  - Antonio González Ochoa
  - Isaac Costero Tudanca
  - Luis Sánchez Medal
- 1973: Carlos Casas Campillo
- 1974:
  - Emilio Rosenblueth
  - Ruy Pérez Tamayo
- 1975:
  - Arcadio Poveda Ricalde
  - Guillermo Massieu Helguera
  - Joaquín Gravioto Muñoz
- 1976:
  - Ismael Herrera Revilla
  - Julían Adem Chahín
  - Samuel Gitler Hammer
- 1977: Jorge Cerbón Solórzano
- 1978: Rafael Méndez Martínez
- 1979: Pablo Rudomín Zevnovaty
- 1980: Guillermo Soberón Acevedo
- 1981: Manuel Peimbert Sierra
- 1982: Bernardo Sepúlveda Gutiérrez
- 1983: Octavio Augusto Novaro Peñalosa
- 1984: José Ruiz Herrera
- 1985: Marcos Rojkind Matluk
- 1986: Adolfo Martínez Palomo

### Tecnologia, Inovação e Desenho
- 1976:
  - Reinaldo Pérez Rayón
  - Wenceslao X. López Martín del Campo
- 1977: Francisco Rafael del Valle Canseco
- 1978: Enrique del Moral
- 1979: Juan Celada Salmón
- 1980: Marcos Mazari Menzer
- 1981: Luis Esteva Maraboto
- 1982: Raúl J. Marsal Córdoba
- 1983: José Antonio Ruiz de la Herrán Villagómez
- 1984: Jorge Suárez Díaz
- 1985: José Luis Sánchez Bribiesca
- 1986: Daniel Malacara Hernández
- 1987: Enrique Hong Chong
- 1988: Mayra de la Torre
- 1990: Daniel Reséndiz Núñez
- 1990: Juan Milton Garduño
- 1991: Octavio Paredes López
- 1991: Roberto Meli Piralla
- 1992: Gabriel Torres Villaseñor
- 1992: Lorenzo Martínez Gómez
- 1993: José Ricardo Gómez Romero
- 1994: Francisco Sánchez Sesma
- 1994: Juan Vázquez Lomberta
- 1995: Alfredo Sánchez Marroquín
- 1996: Adolfo Guzmán Arenas
- 1996: María Luisa Ortega Delgado
- 1997: Baltasar Mena Iniesta
- 1997: Feliciano Sánchez Silencio
- 1999: Jesús Gonzales Hernández
- 2000: Francisco Alfonso Larque Saavedra
- 2001: Filberto Vázquez Dávila
- 2002: Alexander Balankin
- 2003: Octavio Manero Brito
- 2004: Héctor Mario Gómez Galvarriata

### Artes e Tradições Populares
- 1984: Artesanos de Santa Clara del Cobre
- 1985:
  - Banda Infantil del centro de Capacitación Musical de la región Mixe
  - Grupo de teñidores mixtecos del caracol púrpura panza, Pinotepa Nacional
- 1986:
  - Grupo de danza regional Chichimeca de Querétaro
  - Sociedad de artesanos indígenas Sna Jolobil
- 1998: Band Tlayacapan